# 莲花山云谷寺
莲花山云谷寺，位于山东省新泰市泉沟镇。是中华人民共和国山东省省级文物保护单位之一。
2010年，列入第三批泰安市文物保护单位，2013年，列入第四批山东省文物保护单位，该文物保护单位是一座古建筑。